# Laura Smulders
Laura Smulders (n. 9 decembrie 1993, Nijmegen, Gelderland, Țările de Jos) este o ciclistă de performanță ce a reprezentat Regatul Țărilor de Jos, medaliată olimpică. A participat la 3 ediții ale Jocurilor Olimpice (2012, 2016, 2020) în care a câștigat o medalie de bronz.